# Хајланд (округ Лејк, Индијана)
Хајланд (енгл. Highland, Lake County) град је у америчкој савезној држави Индијана.

## Демографија
По попису из 2010. године број становника је 23.727, што је 181 (0,8%) становника више него 2000. године.
| Група             | 2000.          | 2010.          |
| Белци             | 21.231 (90,2%) | 19.039 (80,2%) |
| Афроамериканци    | 296 (1,3%)     | 997 (4,2%)     |
| Азијати           | 260 (1,1%)     | 380 (1,6%)     |
| Хиспаноамериканци | 1.557 (6,6%)   | 3.047 (12,8%)  |
| Укупно            | 23.546         | 23.727         |